# Janovice v Podještědí
Janovice v Podještědí (en allemand : Johnsdorf) est une commune du district et de la région de Liberec, en Tchéquie. Sa population s'élevait à 92 habitants en 2025.

## Géographie
Janovice v Podještědí se trouve à 5 km à l'ouest de Jablonné v Podještědí, à 17 km à l'ouest de Liberec et à 82 km au nord-nord-est de Prague.
La commune est limitée par Rynoltice au nord, par Zdislava à l'est, par Křižany et Dubnice au sud, et par Jablonné v Podještědí à l'ouest.

## Histoire
La première mention écrite du village date de 1273.

## Transports
Par la route, Jablonné v Podještědí se trouve à 10 km de Cvikov, à 26 km de Liberec et à 111 km de Prague.